# Piper tenuinerve
Piper tenuinerve är en pepparväxtart som beskrevs av C. Dc.. Piper tenuinerve ingår i släktet Piper och familjen pepparväxter. Inga underarter finns listade i Catalogue of Life.